# U-751
U-751 – niemiecki okręt podwodny typu VII C z okresu II wojny światowej. Okręt wszedł do służby w 1941.

## Historia
Położenie stępki okrętu miało miejsce 9 września 1939. Wodowanie nastąpiło 16 listopada 1940. Okręt wszedł do służby 31 stycznia 1941. Odbył 7 patroli, zatopił 5 statków 21 412 BRT. W dniu 21 grudnia 1941 zatopił brytyjski lotniskowiec eskortowy HMS Audacity o wyporności 11 000 ton. U-751 został zatopiony wraz z dowódcą Gerhardem Bigalkiem i całą załogą 17 lipca 1942 na południowy zachód od przylądka Ortegal przez brytyjskie samoloty.